# Der Coburger
Der Coburger ist ein Kavallerie-Präsentiermarsch, der meist Michael Haydn zugeschrieben wird. Die genaue Entstehungszeit sowie der eigentliche Verfasser des Marsches sind nicht bekannt, eventuell wurde er von Haydn um 1792/93 als Josias-Coburg-Marsch bzw. Koburger-Josias-Marsch komponiert und Friedrich Josias von Sachsen-Coburg-Saalfeld gewidmet. Sofern der Marsch in dieser Form jedoch nicht von Michael Haydn verfasst wurde, ist die Herkunft der Widmung an Friedrich Josias ebenfalls ungeklärt. Die einleitenden Trompetentakte des Coburger gelten als relativ gesichert von Haydn stammend, sie sind in einem Werke-Verzeichnis Michael Haydns von 1814 als Nationalmarsch bezeichnet. Der Dresdner Musikwissenschaftler Otto Schmid ging Ende des 19. Jahrhunderts davon aus, dass der Coburger-Marsch mindestens bis zum Trio von Haydn stamme. Achim Hofer sieht einen Marsch aus dem 18. Jahrhundert als Urform des Coburger an, der im 19. Jahrhundert kompositorisch umgearbeitet wurde, um ihn an „Geschmack und Stil“ der Zeit anzupassen. Theodor Kalkbrenner vermutete 1896 eine in der Königlichen Hausbibliothek zu Berlin als Coburger Marsch, für englische Militärmusik benannte, auf etwa 1841 datierte, „englische Fassung [...] als die originale“. Womöglich stammt der Marsch in der heute bekannten Fassung gar von Prinz Albert. Von der ebenfalls musikalischen Königin Victoria ist unter anderem eine Orchestration des Marsches überliefert. Der Coburger-Marsch wurde – analog zu God Save The Queen für die Königin – oft zu Ehren für Prinz Albert gespielt.
Der Coburger ist in der Armeemarschsammlung unter AM I, 27 verzeichnet.
In Österreich war der Coburger Regimentsmarsch des k. u. k. galizischen Infanterieregiments Prinz Sachsen-Coburg-Saalfeld Nr. 57. Des Weiteren war er seit Dezember 1986 der Bataillonsmarsch des (1992 aufgelösten) Panzerbataillons 344 der Bundeswehr. In der britischen Armee war der Coburger der Regimentsmarsch der 12th Royal Lancers sowie der 11th Hussars (Prince Albert’s Own) und nach deren Auflösung wurde der Marsch von den 1969 neu formierten Royal Hussars genutzt. Heutzutage findet der Marsch in den Streitkräften des Vereinigten Königreichs noch von den 1992 gegründeten King’s Royal Hussars als Regimentsmarsch Verwendung. Bei der Krönung von Charles III. wurde der Coburger als letztes Musikstück während der Prozession zur Westminster Abbey kurz vor Erreichen der Kirche gespielt.